# Прибрежный (Рыбинск)
Прибрежный — жилой район (микрорайон) в городе Рыбинске Ярославской области. Неофициальное название — «Дружба» для территории от бульвара Победы до улицы Гражданской, «Квадрат» для комплекса многоэтажных домов на перекрёстке проспекта Серова и улицы Гражданской.

## Расположение
Расположен к западу от городского центра, завода ПАО «ОДК - Сатурн», Тоговщинской промзоны и микрорайонов «Веретье».
Ограничен бульваром Победы на юго-востоке, улицей Бабушкина и Переборским трактом на юге и юго-западе, рекой Волга на севере и северо-востоке. На северо-западе граница проходит по линиям электропередач, переходящим через Волгу с левого берега, и совпадает с границей города Рыбинска с Судоверфским сельским поселением рыбинского района.
Граничит с микрорайонами Веретье-1, Веретье-2, Тоговщинской промзоной. На юго-западе — с Пузыревым полем, перспективной территорией для строительства.

## История
Название произошло от географического расположения микрорайона вдоль берега Волги.
Исторически на месте современного Прибрежного располагались деревни Наволоки, Мягкая, Горели, Тоговщина, Большая Тоговщина, Зманово. При включении территории в состав города названия деревень преобразовались в названия улиц. По южной границе современного Прибрежного проходил Переборский тракт в деревню Переборы (сейчас Переборы — это городской микрорайон), а часть Переборского тракта стала улицей Бабушкина.
Первый этап строительства в Прибрежном начался в 1930-е годы в эпоху индустриализации. В период с 1930-х по начало 1950-х в восточной части Прибрежного строились индивидуальные дома с участком, а также бараки. Многие индивидуальные дома были перемещены в конце 1930-х из затопляемой зоны при строительстве Рыбинского гидроузла. Большинство индивидуальной застройки сохранилось и сейчас. Бараки же пришли в запустение и развалились, небольшая часть до сих пор не снесена.
Современный этап строительства начался в конце 1950-х. В это время был проложен проспект Серова и началась застройка микрорайона кирпичными хрущевками. Развитие города планировалось в западном направлении, вдоль Волги. Фактически же основное массовое строительство развернулось юго-восточнее (микрорайоны Веретье-1, Веретье-2, Веретье-3).
Более активно микрорайон начали застраивать в 1980-е. Строительство пяти- и девятиэтажных панельных домов велось на перекрёстке проспекта Серова и улицы Гражданской и на северо-востоке микрорайона. Однако, в связи с распадом СССР и экономическим кризисом 1990-х, застройка не была завершена. Из-за прекращения массового строительства в микрорайоне не было построено достаточно инфраструктурных объектов, плохо развиты дорожная сеть и общественный транспорт.
До начала 2010-х развитие микрорайона ограничивалось индивидуальным строительством коттеджей на месте старых частных домов. В начале 2010-х возобновилась застройка микрорайона малоэтажными жилыми домами в районе улицы Гражданской.

## Застройка

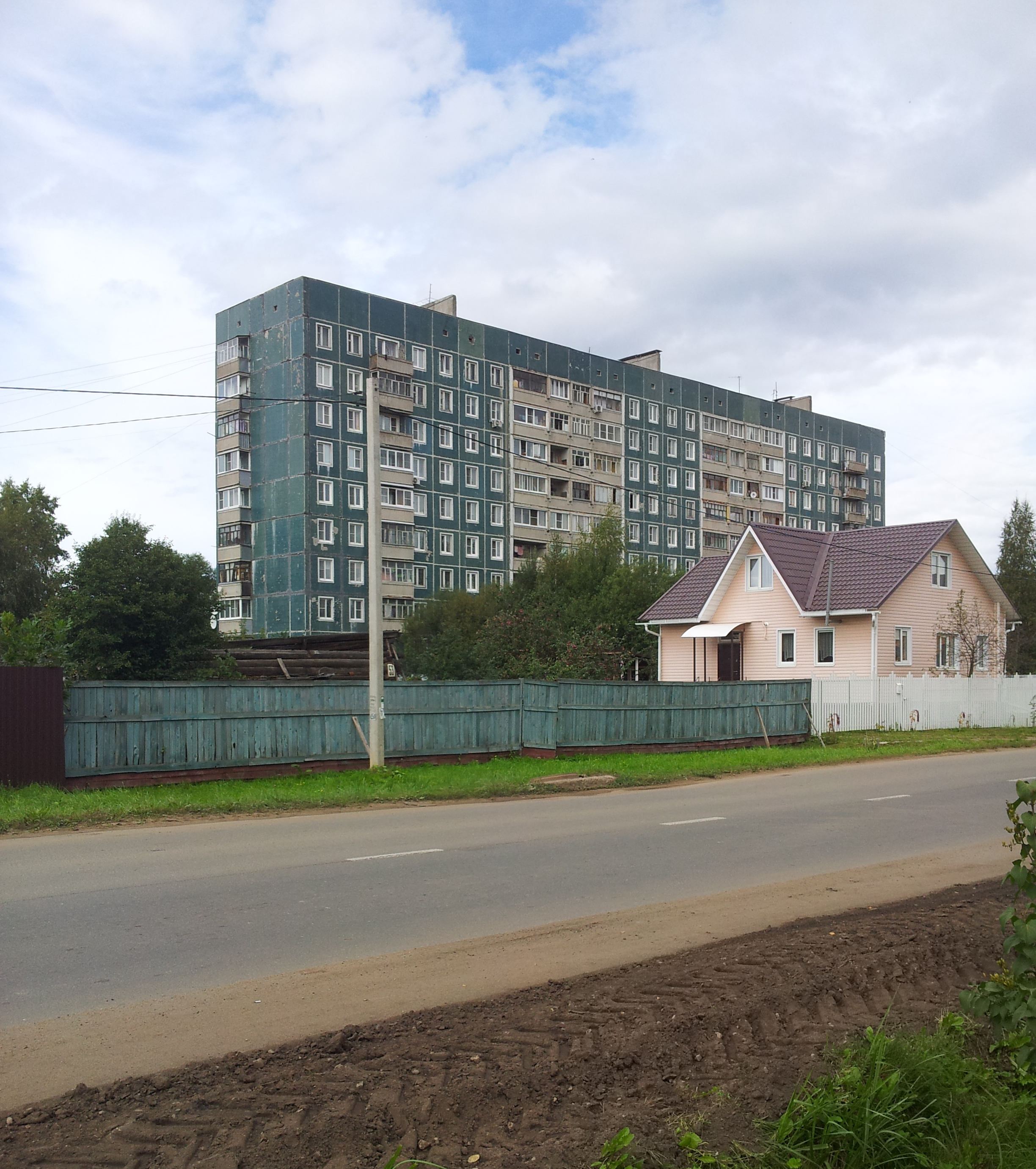
9-этажный жилой дом серии 1ЛГ-504Д2 на Гражданской улице

Микрорайон Прибрежный по площади — один из самых больших в Рыбинске. Его размеры 2,4 км вдоль Волги и 1,8 км поперек нее. Ориентация микрорайона — с юго-востока на северо-запад, приблизительно под углом 30 градусов к линии восток-запад.
Регулярная застройка городского типа в Прибрежном находится на востоке и юго-востоке микрорайона, занимая менее 50 % его территории. Северо-западная часть Прибрежного формально входит в состав Рыбинска, но реально не отличается от сельской местности и представляет из себя обширные участки незастроенного пространства и несколько улиц, фактически так и оставшихся деревнями — Мягкая, Наволока, Журнальная (бывшая деревня Горели), Книжная.
На юге микрорайона расположен частный сектор. Частный сектор имеет прямоугольную планировку с застройкой в два ряда. Продольные улицы микрорайона вытянуты перпендикулярно реке Волге, поперечные — параллельно. Застройка — в основном рубленые одноэтажные дома в разном состоянии (вплоть до развалин). Имеется некоторое количество индивидуальных кирпичных домов советской постройки, а также современных двух-трехэтажных коттеджей. Частный сектор частично газифицирован, водоснабжение частично централизованное, частично осуществляется через водоразборные колонки.
Многоквартирная застройка расположена севернее проспекта Серова. Основной ее массив находится между бульваром Победы и улицей Гражданской. Застройка включает в себя кирпичные хрущевки серии 1-447 и их брежневские модификации 1-447С, расположенные в районе спорткомплекса «Метеор». Ближе в Волге и улице Катерской расположены пятиэтажные (серия 111—121) и девятиэтажные (серии 121-043, 111-101) панельные дома новой планировки. На перекрёстке улицы Гражданская и проспекта Серова расположены панельные дома «ярославской» серии 1-464ДЯ и один девятиэтажный дом «ленинградской» серии 1ЛГ-504Д2, а также кирпичные дома серии 114-85.
С начала 2010-х годов вдоль проспекта Серова и улицы Гражданской ведется активное строительство многоквартирных домов малой и средней этажности. Строятся трехэтажные кирпичные жилые дома, оснащенные поквартирным газовым отоплением. В 2020 году построен новый жилой комплекс «Семейный очаг», состоящего из 6-этажных домов на перекрестке улиц Корнева и Гражданской; начато строительство 7-этажного жилого комплекса «Пять звёзд».

## Инфраструктура
В микрорайоне располагаются школа № 24 и 3 детских сада. На юго-востоке расположен спортивный комплекс «Метеор» с бассейном и стадионом.
Торговля представлена продуктовыми универсамами сетей «Дружба», «Магнит», «Пятерочка», «Высшая лига» и другими магазинами. Рядом с спорткомплексом «Метеор» находится самый крупный в Рыбинске торгово-развлекательный центр с гостиницей «VIKONDA».

## Транспорт
Троллейбусное движение маршрутами № 1 и № 5 идет по улице Гражданской и проспекту Серова.
Автобусное движение проходит по улицам Бабушкина, Гражданская и проспекту Серова. По улице Бабушкина проходят маршруты, связывающие Прибрежный с микрорайонами Переборы, Волжский, ГЭС-14, поселками Судоверфь и Каменники.
Севернее проспекта Серова заходят только городской маршрут №7 и пригородный маршрут автобуса № 101. Массив многоэтажной застройки на улицах Катерская и Новоселов общественным транспортом не охвачен, а до ближайшей остановки «Метеор» расстояние 1-1,5 км.
По южной границе микрорайона от перекрестка улиц Бабушкина и Гражданская на северо-запад проходит дорога в микрорайон Переборы, далее по дамбе Рыбинского водохранилища — в микрорайоны Волжский, ГЭС-14 и дачный массив Жуковка. От этого перекрестка на юг отходит дорога в села Глебово и Ларионово. С центральной частью Рыбинска Прибрежный связан проспектом Серова и его северным дублером — улицами Катерская и Большая Тоговщинская.
Многие улицы Прибрежного или не имеют асфальтового покрытия, или оно требует значительного ремонта.

## Перспективы развития
По генеральному плану города Рыбинска Прибрежный является перспективной площадкой для строительства жилья — индивидуального и многоквартирного. По северо-западной границе микрорайона должно пройти продление Окружной дороги, по будущему мосту через Волгу выходящее в микрорайон Волжский. Запланировано и продление проспекта Серова от улицы Гражданской до деревни Макарово, с выходом на развязку с Окружной дорогой.
На данный момент из всего перечисленного ведется только строительство малоэтажных жилых домов.

## Интересные факты
- На торцах хрущевских домов по проспекту Серова (№ 2, 4, 6, 8) располагались плакаты с изображением исторических эпох развития СССР: Гражданская война, индустриализация, Великая Отечественная война и выход в космос. Хронологическое направление — в сторону центра. В 2005 году был убран плакат с дома №2, по состоянию на 2013 год ещё сохранялся первый, который располагался на доме №8. К 2013 году все плакаты были убраны.
- На перекрёстке проспекта Серова и бульвара Победы с советских времен располагается магазин «Дружба». Этот магазин дал имя многоэтажной части Прибрежного микрорайона, а также одноименной рыбинской торговой сети, которая «выросла» из этого магазина. Некоторое время там были другие магазины («Виктория», «Магнит», «Пятёрочка»), но в данный момент — снова «Дружба».